# Yoshinobu Miyake
Yoshinobu Miyake (三宅義信, Miyake Yoshinobu, Miyagi, 24 de novembro de 1939) é um japonês, campeão mundial e olímpico em halterofilismo.
Miyake conquistou a prata nos Jogos Olímpicos de 1960 e o ouro em 1964 e 1968. Ganhou bronze no Campeonato Mundial de 1961; foi campeão entre 1962 e 66, e ainda em 1968. Estabeleceu 25 recordes mundiais: 11 no arranco, 3 no arremesso e 11 no total combinado, nas categorias até 56 e 60 kg.
Em 1993 foi eleito para o Weightlifting Hall of Fame.
Miyake participou da cerimônia de abertura das Olimpíadas de 2020 como um dos porta-bandeiras da bandeira do Japão.